# Dobruchów-Kolonia
Dobruchów-Kolonia – zniesiona nazwa części wsi Dobruchów w Polsce położona w województwie łódzkim, w powiecie łaskim, w gminie Wodzierady.
W latach 1975–1998 miejscowość administracyjnie należała do województwa sieradzkiego.
Nazwa z nadanym identyfikatorem SIMC występuje w zestawieniach archiwalnych TERYT z 1999 roku.
Nazwa zniesiona w 2006 r., miejscowość włączona do miejscowości podstawowej Dobruchów.